# География на Непал
Непал е държава в Южна Азия. Площ 147 181 km². Население на 1 януари 2014 г. 30 430 000 души. Столица град Катманду.

## Географско положение, граници, големина
Непал е държава в Южна Азия, като 6/7 от нейната площ е заета от планинската система на Хималаите. Осем от 14-те осемхилядинци се намират на нейна територия. На север Непал граничи с Китай (дължина на границата 1185 km), а на запад, юг и изток с Индия (1625 km). Обща дължина на границите (само сухоземни) 2810 km. В тези си граници Непал заема площ от 147 181 km².
Крайни точки:
- на север – на границата с Китай, в Хималаите 30°26’50” с.ш.
- на юг – граница с Индия 26°20’51” с.ш.
- на запад – граница с Индия, ляв бряг ня рукя Калинада 80°03’26” и.д.
- на изток – граница с Индия, в Хималаите на 10 km северно от връх Кангчендзьонга 88°12’07” и.д.

## Релеф, геоложки строеж, полезни изкопаеми
От северозапад на югоизток по цялото протежение на страната се простират 2 планински вериги, разделени от система от долини и котловини. Северната верига образува южните склонове на Хималаите (Централните Хималаи). На северната и източна граница на Непал се извисяват върховете Джомолунгма (Еверест, 8849 m) и Кангчендзьонга 8585 m и още 6 върха с височина над 8000 m. В централните части на планината релефът е типично алпийски с мощно съвременно и многочислени следи от древно заледяване. Много характерни са огромните свлачища и срутища и дълбоки, често напречни речни дефилета. Предните хребети са значително по-ниски – Махабхарат 2959 m, Сивалик 2277 m, които са силно разчленени, понякога до вид на бедленд. Вътрешнопланинските котловини (височина 1000 – 1500 m) се характеризират с хълмист и нископланински релеф, разделени от древноезерни понижения, където е съсредоточено основната част от населението на страната (например, долината Катманду). Най-южните части на Непал са заети от северната периферия на Индо-Гангската равнина с височина 200 – 250 m (минимална 65 m, на брега на река Канкаи).
За геоложкия строеж и полезните изкопаеми на Непал виж статията за Хималаите.

### Климат, води
В Непал преобладава субекваториалния мусонен климат с рязко изразена височинна зоналност. На юг средната януарска температура е 15°С, във вътрешните котловини – от 0° да 10°С, а над 4000 m през по-голямата част от годината е отрицателна. През юли температура на въздуха достига 30°С, във вътрешните котловини 20°С, а на височина 4500 – 5000 m се понижава до 10°С. По южните подножия и склоновете на планините годишната сума на валежите надхвърля 2000 mm (с максимум по време на летния мусон), а в котловините – под 1500 mm. Във високите части валежите са предимно от сняг.
Всичките непалски реки принадлежат към водосборния басейн на река Ганг. Те са бързи, с множество прагове и големи хидроенергийни запаси и се характеризират със смесено (снежно-ледниково-дъждовно) подхранване и лятно пълноводие. Най-големите са: Гхагхара (Карнали) 950* km, Коси 730* km, Гандак 630* km, Рапти 600* km, Багхмати 589* km, Арун 250* km. Големи езера няма.

### Растителност, почви, животински свят
Подножието на Хималаите и южните склонове на предпланинските хребети са заети от мусонни гори (салови дървета, акации, палми, с обилие на лиани и епифити), развити върху алувиални почви и планински жълтоземи. В най-овлажнените места върху заблатени почви са разположени джунгли, т.нар. тераи. В долния горски пояс горите са силно намалели поради изсичане. Средните части на склоновете са покрити с вечнозелени и листопадни широколистни гори (дъб, кестен, магнолия), развити върху планински кафяви горски почви. Над 3000 m преобладават иглолистните гори от кедър, смърч, ела и бор. Над 4000 m са развити храстови формации от рододендрон и хвойна, субалпийски и алпийски пасища върху планински ливадни почви. Някои участъци по северните склонове са заети от растителност характерна за студените пустини.
Животинският свят е богат и разнообразен. В джунглите се срещат слонове, тигри, леопарди, носорози, диви свине, многочислени видове маймуни, а от птиците – папагали, пауни. Има много видове отровни змии. В планините обитават хималайска мечка, снежен барс, планински овен, дива коза и др.

### Природни райони
В зависимост от релефа, климата и растителността територията на Непал се поделя на 4 природни района:
- Централни Хималаи – с преобладаване на скали, сипеи, съвременни ледници, алпийски и субалпийски пасища, планински гори и ясно изразена планинска зоналност;
- Вътрешнопланински котловини – с преобладаване на хълмисти и нископланински участъци, понякога заети от гори. На места речните долини са земеделски усвоени, а склоновете терасирани;
- Предни храбети – гористи и силно разчленени от дълбоки речни долини;
- Тераи – гористи, силно заблатени равнини, разположени по южните подножия на Хималаите.